# くぴっと一杯
『くぴっと一杯』（くぴっといっぱい）はなにわ小吉による日本の漫画作品。

## 主なシリーズネタ
ララ子さん
実在の女性を取材し、漫画化した作品。
企業戦隊
とある企業の商品や人々を巡る話。
激烈!漫ノ鬼高校
自分の分身のキャラクターを通学させる学校の話。
電撃バチバチ家族
一時間に一回、電撃が流れる棒が回ってくるという、不思議な家庭に住む、家族の話。

## 単行本
- なにわ小吉『くぴっと一杯』 集英社〈スーパージャンプ・コミックス〉、全2巻
  1. 2000年2月23日発行、ISBN 4-08-782851-4
ララ子さん、企業戦隊、激烈!漫ノ鬼高校などを収録。裏職人、ふいっち、は作者のお気に入りの為収録された。さらさら、は本作の連載直前に描かれた作品。
  2. 2001年8月23日発行、ISBN 4-08-782852-2
激烈!漫ノ鬼高校、電撃バチバチ家族などを収録。